# Sprintshift

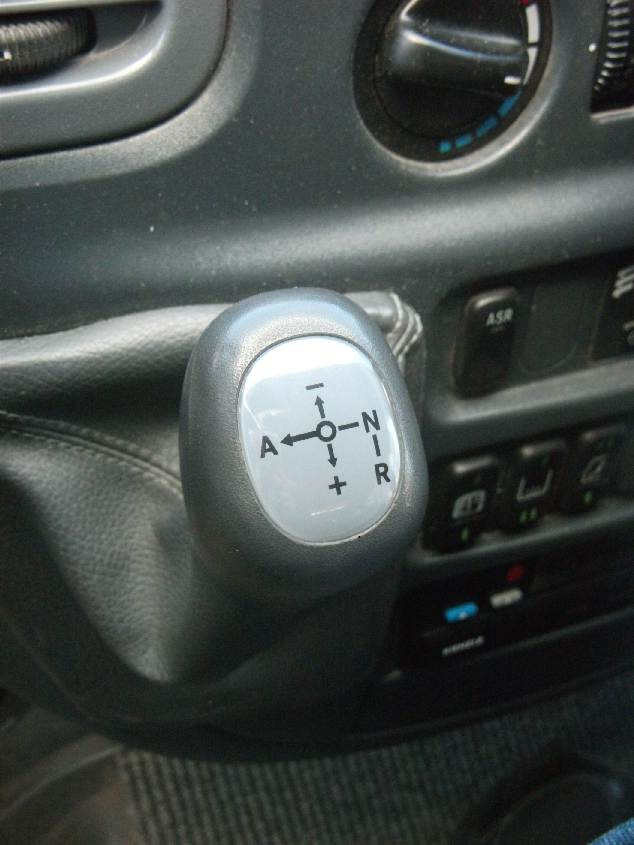
Schalthebel einer Sprintshift-Schaltung in einem Mercedes-Benz Sprinter (Bj. 2001)

Sprintshift ist der Markenname für ein automatisiertes Fahrzeuggetriebe von Mercedes-Benz, welches vorwiegend in Kleinbussen und Transportern der Marke Mercedes-Benz verwendet wird. Es vereint die Bedienungsweise und die Komfortmerkmale eines Automatikgetriebes mit der Technik und Funktionsweise eines Schaltgetriebes. Daher wird es auch als automatisiertes Schaltgetriebe bezeichnet.
Basis ist ein konventionelles Sechsgang-Schaltgetriebe mit Einscheibentrockenkupplung, bei dem jedoch die Elektronik sämtliche Schalt- und Kupplungsvorgänge hydraulisch steuert. Dem Fahrer stehen zwei Betriebsmodi zur Verfügung: im vollautomatischen Modus werden bei Vorwärtsfahrt wie in einem Automatikgetriebe alle Gänge abhängig von der aktuellen Motordrehzahl, der Geschwindigkeit (Raddrehzahlen), der Bewegung des Fahrpedals sowie von weiteren Betriebszuständen selbsttätig geschaltet. Jedoch kann der Fahrer jederzeit durch Vor- oder Zurückbewegen des Schalthebels manuell in das Schaltgeschehen eingreifen und das Getriebe wie ein manuelles Schaltgetriebe durchschalten.
Anstelle einer H-Kulisse verfügt der Schalthebel über eine manuelle und eine automatische Gasse, ein Kupplungspedal fehlt. Der Schalthebel verfügt aus der Ausgangslage (Mittelposition) über jeweils zwei Tast- und zwei Raststellungen. Im manuellen Betrieb wird der Schalthebel für die Taststellungen -/+ durch Antippen vor oder zurück bewegt. Der Hebel kehrt nach der Schaltbewegung wieder in die Ausgangslage zurück. Der jeweils eingelegte Gang bzw. gewählte Automatikmodus (A) wird in einem Display im Tachoinstrument angezeigt. Während der Fahrt ist jederzeit ein Wechsel zwischen beiden Modi möglich. Durch eine Bewegung nach links schaltet das Getriebe in den Automatikmodus, wobei mit Auf-und-Ab-Bewegungen des Hebels Gänge manuell gewählt werden können. Leerlauf und Rückwärtsgang verfügen jeweils über eine Raststellung, das heißt, der Schalthebel verbleibt in der Position.
Im manuellen Betrieb trennt die Steuerung die Kupplung, wenn der Motor bei zu niedriger Drehzahl abgewürgt zu werden droht und schaltet selbsttätig in einen niedrigeren Gang. Ebenso lässt die Elektronik nur Schaltvorgänge innerhalb eines bestimmten Drehzahlbandes zu, so dass ein Überdrehen des Motors vermieden wird.
Bei Anfahrten an Steigungen wird die Betriebsbremse erst mit einer kurzen Verzögerung gelöst, so dass bei normaler Anfahrt ein Zurückrollen vermieden wird.
In der Fahrpraxis schaltet die Elektronik aufgrund mangelnder Streckenkenntnis und der fehlenden Fähigkeit des vorausschauenden Fahrens natürlich häufiger, als ein Fahrer es im manuellen Schaltmodus vielleicht täte. Vor einer Bergkuppe würde ein Fahrer noch im niedrigeren Gang bei höherer Drehzahl bleiben, während die Automatik zunächst hoch- und dann aufgrund der Steigung wieder herunter schaltet. Durch die häufigeren Schaltvorgänge aber, bewegt sich der Motor häufiger im verbrauchsoptimierten („grünen“) Bereich, was geringere Kraftstoffverbräuche zur Folge hat. Häufige und vor allem schnelle Lastwechsel führen oft zu so genannten „Schaltlöchern“ oder Pendelschaltungen. Das Sprintshift-Getriebe nutzt bei starker Beschleunigung auch den „Kick-Down“-Effekt, d. h., für ein höheres Drehmoment schaltet sie kurzzeitig in den niedrigeren Gang.
Für mittlere und schwere Nutzfahrzeuge bietet Mercedes-Benz verschiedene elektropneumatische Schaltungen an, die in der Funktionsweise der Sprintshift-Schaltung gleichen. Derartige automatisierte Schaltgetriebe sind heute in nahezu allen europäischen LKW üblich, im PKW-Segment nehmen sie eher eine Außenseiterrolle ein. Üblicherweise werden bei letzteren klassische Automatikgetriebe verbaut, die jedoch auch manuelle Eingriffsmöglichkeiten bieten.
Das Sprintshift-Getriebe wurde 2012 aus dem Programm genommen. Volkswagen Nutzfahrzeuge bot für das bis zum Jahr 2016 zum Sprinter baugleiche Modell VW Crafter eine identisch arbeitende Schaltung unter der Bezeichnung Shiftmatic (SMC) an, die allerdings von Mercedes-Benz weiterhin gefertigt wurde. 